# Angostura alipes
Angostura alipes es una especie de árbol perteneciente a la familia de las rutáceas. Es un endemismo de  Ecuador. 

## Descripción
Es un árbol endémico de las tierras bajas amazónicas de Ecuador. Conocida a partir de dos muestras obtenidas recientemente en el camino construido de Petro-Canada, en la Vía Auca, a unos 115 km al sur de Coca, cerca del río Tigüino. Ambas están dentro de la Reserva Étnica Huaorani. Probablemente se produce en un área más grande de la Amazonía ecuatoriana, pero los inventarios botánicos intensivos en el cercano Parque nacional Yasuní no ha detectado alguna hasta la fecha. Aparte de la destrucción del hábitat, no le se conocen amenazas concretas.

## Taxonomía
Angostura alipes fue descrita por Kallunki y publicado en Kew Bulletin 53(2): 261–263, f. 1G–J, en el año 1998.